# Capriccio (Poot)
Capriccio is een compositie voor harmonieorkest van de Belgische componist en lid van de componisten groep De Synthetisten Marcel Poot uit 1963.